# 土御門殿 (村上源氏)
土御門殿（つちみかどどの）は、平安京左京北辺四坊六町にあった村上源氏の本邸。

## 概要
北は正親町小路・南は土御門大路・西は万里小路・東は富小路に囲まれた一方40丈（約121m）の敷地を有していた。
本来は村上天皇の皇子・具平親王の邸宅であったが、後を継いだ資定王が臣籍降下して源師房と名乗ったことから、師房を祖とする村上源氏の邸宅となった。
当初は師房の娘・源妧子（権大納言藤原通房未亡人）に譲られたが、後に甥の源雅実（師房の孫）に引き継がれ、代々村上源氏の当主に引き継がれた。雅実の曾孫である源通親が「土御門」を号したのはこの邸宅に由来する。また、同家に伝わる有職故実を「土御門流」と称するのも同様である。なお、師房の孫で雅実の従弟にあたる源師時の邸宅（後の土御門内裏）も土御門殿（土御門第）と称されたが、本項の土御門殿とは違う場所（左京一条三坊九町）にあった。
室町時代の康正元年（1455年）、大徳寺の塔頭である如意庵に寄進された。